# Список сербских журналистов, пропавших в Косове

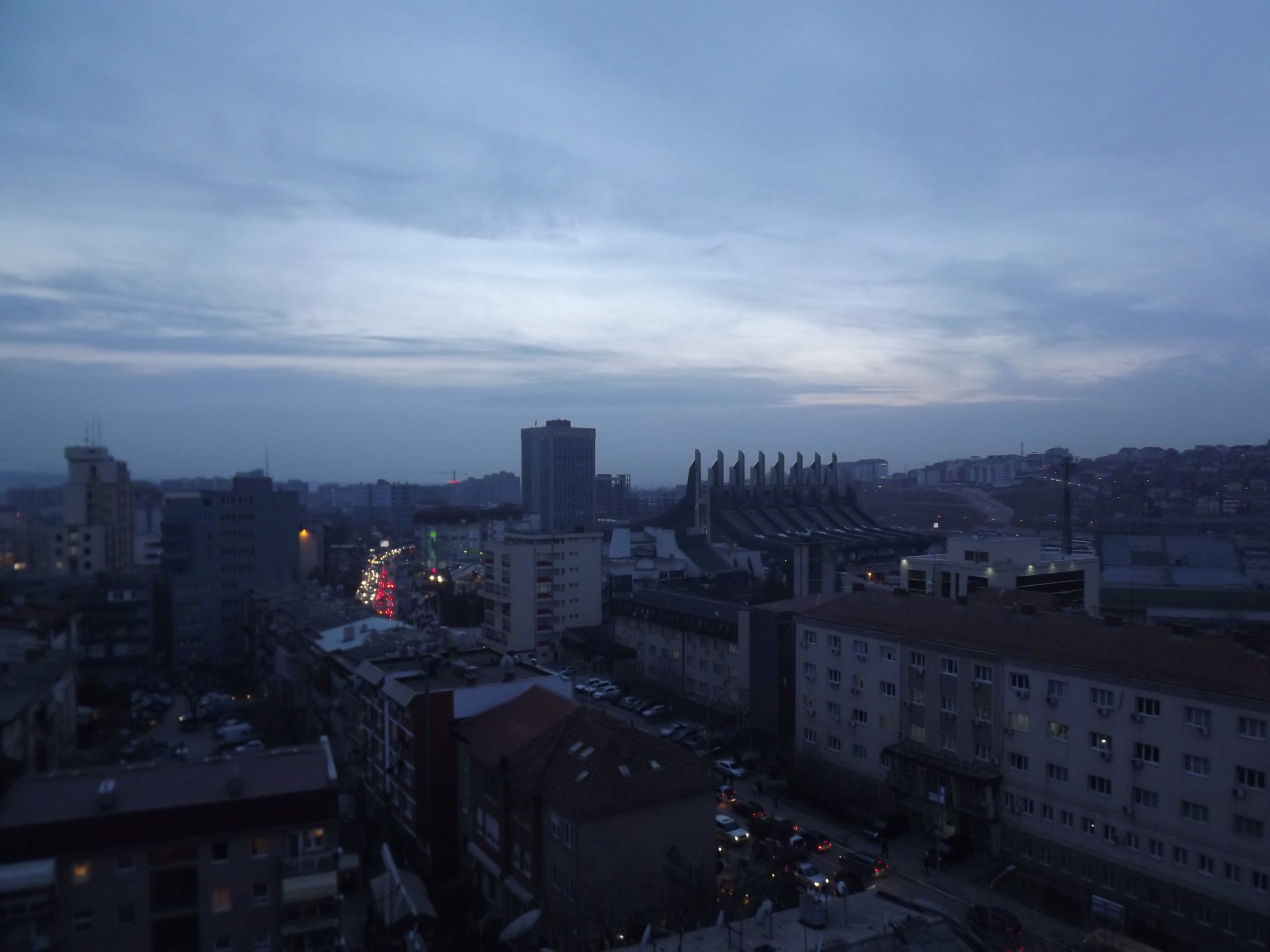
Приштина, в которой пропало большинство журналистов

С августа 1998 года по сентябрь 2000 года, во время Косовской войны и последующие годы как минимум семь журналистов Союзной Республики Югославия бесследно исчезли и, предположительно, были убиты на территории самопровозглашённой Республики Косово. Предполагается, что к исчезновению и гибели журналистов причастна Армия освобождения Косова, однако, доказательств этому нет.
- Ранко Перенич (серб. Ranko Perenić, родился 25 сентября 1958 в Липляне) и Джуро Славуй (серб. Đuro Slavuj, родился 24 декабря 1962 во Дворе-на-Уни) — сотрудники телерадиокомпании РТВ Приштина. 21 августа 1998 года они отправились в Монастырь Зочиште, чтобы собрать информацию о православных монахах, похищенных АОК и позже освобождённых, и бесследно исчезли. Последний раз их видели в Велика-Хоче, откуда они собирались ехать в Зочиште, однако они направились в контролируемый АОК Ораховац. Автомобиль Zastava 128, на котором они ехали, не был найден[1]. Считаются первыми сербскими журналистами, пропавшими во время войны[2].
- Любомир Кнежевич (серб. Ljubomir Knežević, родился 25 мая 1939 в Улцине) — журналист приштинской газеты «Jedinstvo» и корреспондент белградской ежедневной газеты «Политика». Исчез 6 мая 1999 года около Вучитрна у подножья горы Чичавица. Предполагается, что Кнежевича похитили два человека из отряда полевого командира Бекима «Нику» Шути, действовавшего в оперативной зоне Шала, и отправили в деревню Ошляне, где подвергали пытками и казнили[1]. Соучастниками считаются ещё девять человек, однако никто из подозреваемых в похищении не был допрошен полицией Косова[3].
- Александар Симович (серб. Aleksandar Simović, родился 1 октября 1968 в Призрене) — журналист и переводчик. Похищен 21 августа 1999 года в Приштине. Часть его останков была обнаружена в деревне Обрине около Глоговаца. Семья погибшего не получила никакой официальной информации о ходе расследования и подозреваемых[1].
- Марьян Мелонаши (серб. Marjan Melonaši, родился 3 июля 1976 в Приштине) — репортёр сербской службы Косовского радио. Исчез 9 сентября 2000 года в Приштине. Согласно показаниям родственников, последний раз его видели садившимся в такси рядом с местом работы[1]. Дело было открыто только в 2005 году полицией, показания были введены в базу данных полиции Косова, но затем дело закрыли[3]. Полиция не проводила никакого расследования на месте работы или в доме исчезнувшего[3]. Предполагается, что похищение и возможное убийство было политически мотивировано[3].
- Момир Стокуча (серб. Momir Stokuća, родился 2 октября 1949 в Белграде) — фотожурналист газеты «Политика». Исчез 21 сентября 1999 года: в тот день находился в Приштине в доме своей семьи на улице Джуры Якшича, 15. Семья не получила никакой информации о ходе расследования[1].
- Мило Булевич (серб. Milo Buljević) — сотрудник РТС в Приштине. Со слов свидетелей, похищен 25 июня 1999 года людьми в униформе АОК[3].

Ассоциация журналистов Сербии обращалась в ЕВЛЕКС, в Миссию ООН в Косове, в полицию, Прокуратуру по расследованию военных преступлений и Суд по расследованию военных преступлений с просьбами возобновить расследования и убедить граждан начать давать показания. Знаки с призывами возобновить расследования дел постоянно уничтожаются. По состоянию на декабрь 2017 года из 14 дел Прокуратура Косова расследует только семь, три переданы в юрисдикцию ЕВЛЕКС.